# 聖皮埃爾 (印地安納州)
聖皮埃爾（英語：San Pierre）是位於美國印地安納州斯塔克縣的一個人口普查指定地區。

## 人口
根據2010年美國人口普查的數據，聖皮埃爾的面積為0.40平方千米，當中陸地面積為0.40平方千米，而水域面積為0.00平方千米。當地共有人口144人，而人口密度為每平方千米360人。